# Seznam měn Afriky
Toto je seznam měn Afriky.
| Stát                           | Název měny                        | Kód měny |
| ------------------------------ | --------------------------------- | -------- |
| Alžírsko                       | Alžírský dinár                    | DZD      |
| Angola                         | Angolská kwanza                   | AOA      |
| Benin                          | CFA frank                         | XOF      |
| Botswana                       | Botswanská pula                   | BWP      |
| Burkina Faso                   | CFA frank                         | XOF      |
| Burundi                        | Burundský frank                   | BIF      |
| Čad                            | CFA frank                         | XAF      |
| Džibutsko                      | Džibutský frank                   | DJF      |
| Egypt                          | Egyptská libra                    | EGP      |
| Eritrea                        | Eritrejská nakfa                  | ERN      |
| Etiopie                        | Etiopský birr                     | ETB      |
| Gabon                          | CFA frank                         | XAF      |
| Gambie                         | Gambijský dalasi                  | GMD      |
| Ghana                          | Ghanský cedi                      | GHS      |
| Guinea                         | Guinejský frank                   | GNF      |
| Guinea-Bissau                  | CFA frank                         | XOF      |
| Jižní Afrika                   | Jihoafrický rand                  | ZAR      |
| Jižní Súdán                    | Jihosúdánská libra                | SSP      |
| Kamerun                        | CFA frank                         | XAF      |
| Kapverdy                       | Kapverdské escudo                 | CVE      |
| Komory                         | Komorský frank                    | KMF      |
| Konžská republika              | CFA frank                         | XAF      |
| Konžská demokratická republika | Konžský frank                     | CDF      |
| Lesotho                        | Lesothský loti Jihoafrický rand   | LSL ZAR  |
| Libérie                        | Liberijský dolar                  | LRD      |
| Libye                          | Libyjský dinár                    | LYD      |
| Madagaskar                     | Malgašský ariary                  | MGA      |
| Malawi                         | Malawiská kwacha                  | MWK      |
| Mali                           | CFA frank                         | XOF      |
| Maroko                         | Marocký dirham                    | MAD      |
| Mauritánie                     | Mauritánská ukíjá                 | MRU      |
| Mauricius                      | Mauricijská rupie                 | MUR      |
| Mosambik                       | Mosambický metical                | MZN      |
| Namibie                        | Namibijský dolar Jihoafrický rand | NAD ZAR  |
| Niger                          | CFA frank                         | XOF      |
| Nigérie                        | Nigerijská naira                  | NGN      |
| Pobřeží slonoviny              | CFA frank                         | XOF      |
| Rovníková Guinea               | CFA frank                         | XAF      |
| Rwanda                         | Rwandský frank                    | RWF      |
| Senegal                        | CFA frank                         | XOF      |
| Seychely                       | Seychelská rupie                  | SCR      |
| Sierra Leone                   | Sierraleonský leone               | SLL      |
| Somálsko                       | Somálský šilink                   | SOS      |
| Středoafrická republika        | CFA frank                         | XAF      |
| Súdán                          | Súdánská libra                    | SDG      |
| Svatý Tomáš a Princův ostrov   | Svatotomášská dobra               | STN      |
| Svazijsko                      | Svazijský lilangeni               | SZL      |
| Tanzanie                       | Tanzanský šilink                  | TZS      |
| Togo                           | CFA frank                         | XOF      |
| Tunisko                        | Tuniský dinár                     | TND      |
| Uganda                         | Ugandský šilink                   | UGX      |
| Zambie                         | Zambijská kwacha                  | ZMW      |
| Zimbabwe                       | Zimbabwský zlatý                  | ZWG      |

## Státy s částečným mezinárodním uznáním
| Stát           | Název měny           | Kód měny | Nárokující stát |
| -------------- | -------------------- | -------- | --------------- |
| Somaliland     | Somalilandský šilink | Není     | Somálsko        |
| Západní Sahara | Marocký dirham       | MAD      | Maroko          |